# Entoloma chalybeum
Entoloma chalybeum, și chalybaeum, (Christian Hendrik Persoon, 1801, ex Machiel Evert Noordeloos, 1982) din încrengătura Basidiomycota, în familia Entolomataceae și de genul Entoloma este o specie de ciuperci necomestibile rară și saprofită. Un nume popular nu este cunoscut. Soiul trăiește în România, Basarabia și Bucovina de Nord solitar sau în grupuri mici, în diverse tipuri de pădure precum la marginea lor pe mușchi și prin iarbă, cu predilecție pe lângă brazi, mesteceni și pini, dar de asemenea în lunci, preferând probabil un sol calcaros. Este un tip indicator pentru pajiști naturale. Apare deja de la câmpie, dar mai ales la munte, din (iulie) august până în octombrie (noiembrie).

## Taxonomie

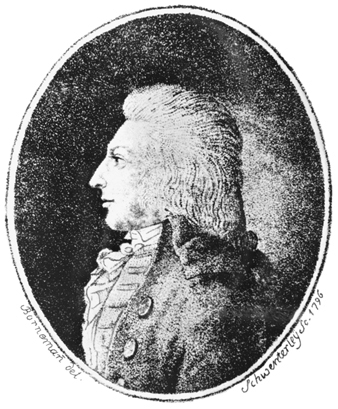
Ch. Persoon

Deși savantul englez James Sowerby  a descris specia ca Agaricus columbarius deja în 1799, numele binomial sancționat a fost determinat de renumitul micolog bur Christian Hendrik Persoon drept Agaricus chalybeus în volumul 1 al operei sale Synopsis methodica Fungorum din 1801.
Taxonul curent valabil (2021) este Entoloma chalybeum (descris ca chalybaeum) propagat de micologul olandez Machiel Evert Noordeloos în volumul 2 al jurnalului botanic Nordic Journal of Botany în 1982 care a fost preferat, cu toate că micologa ucraineană Maria Iacovlevna Zerova descrisese specia sub aceiași denumire deja în 1979.
Sinonime obligatorii sunt Gymnopus chalybeus a lui Samuel Frederick Gray (1821) Leptonia chalybea a lui Paul Kummer (1871), Rhodophyllus chalybaeus a lui Lucien Quélet (1886), Acurtis chalybeus a lui Rolf Singer (1961) și Entoloma chalybaeum a Mariei Zerova (vezi mai sus). Dar, de asemenea, celelalte denumiri propuse precum variațiile descrise sunt autorizate (vezi infocaseta).  
Epitetul specific este derivat din cuvântul latin (latină chalybeius= de oțel), datorită culorii predominante a ciupercii.

## Descriere
Este o specie de culoare foarte variabilă. Dar și aspectul cuticulei este schimbător, astfel, de exemplu Entoloma chalybaeum var. lazulinum are o cuticulă golașă și riduri radiale spre margine. În detaliu:

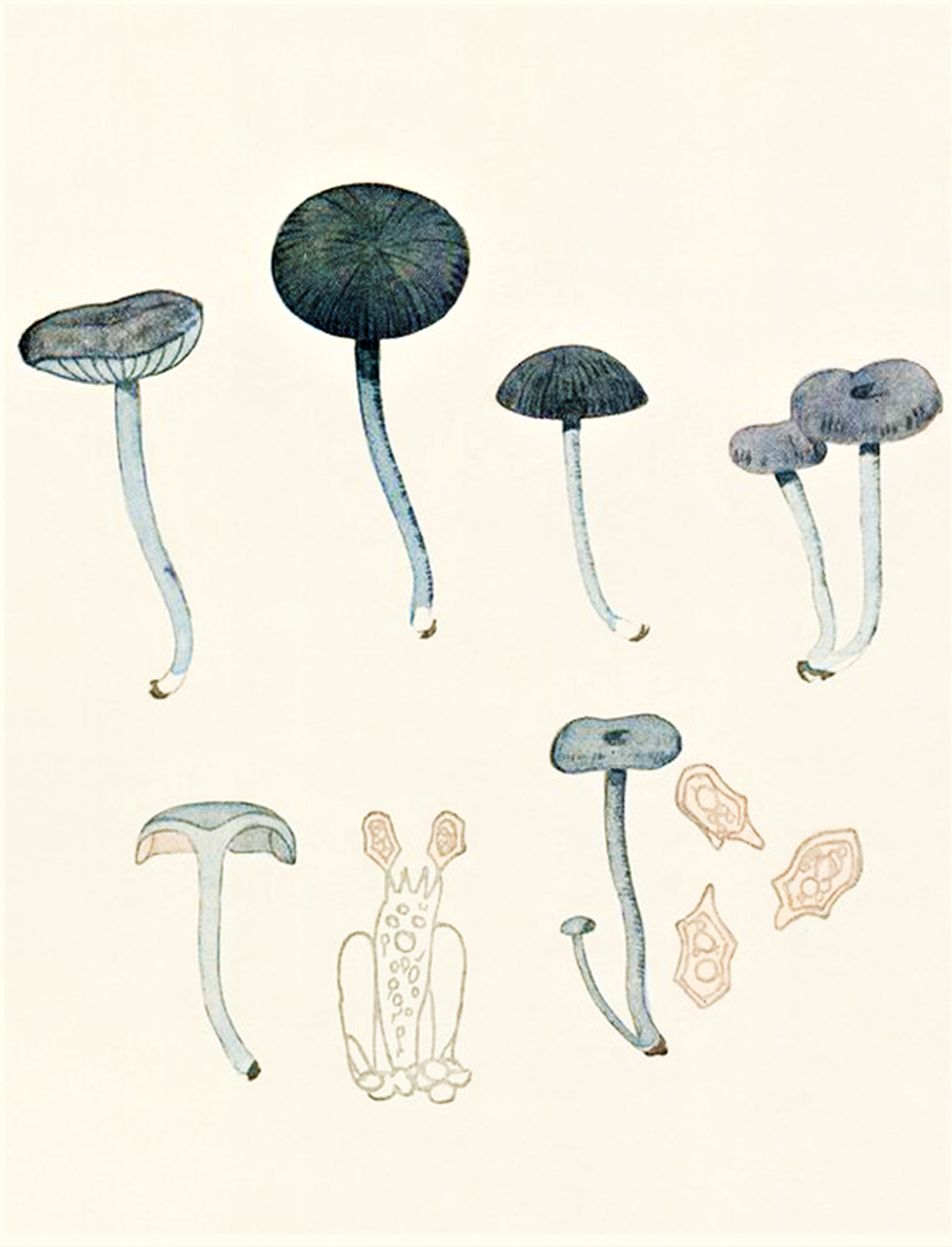
Bres.: Leptonia chalybea

- Pălăria: are un diametru de 4-6 cm, este destul de subțire și slab higrofană, mai întâi emisferică, devenind apoi convexă,  și în final aplatizată precum puțin deprimată central (uneori cu o papilă mică) și niciodată ombilicată, mereu cu marginea răsfrântă în jos care poate fi parțial translucidă. Cuticula mătăsoasă până fin solzoasă, ocazional golașă și striată spre margine, la bătrânețe nu rar cu crăpături longitudinale, semănând astfel cu specii ale genului Inocybe este lucioasă, la umezeală unsuroasă. Coloritul poate fi albastru de albăstrea, oțel sau cobalt, chiar și puternic albastru-violet, dar și brun-cenușiu, brun de ciocolată cu nuanțe albăstrii sau brun-violet.
- Lamelele: sunt destul de late și distanțate cu lameluțe intercalate și muchi sterile, netede, ascendente, ceva bombate la maturitate, cu nuanțe brune dar cistide albicioase, fiind protuberant aderente piciorului. Coloritul inițial gri-albicios cu o tentă albăstruie, devine cu timpul albăstrui și în vârstă bej-roz.
- Piciorul: cilindric, fibros și plin pe dinăuntru are o înălțime de 3-5 cm și o grosime de 0,2-0,5 cm, este apical slab flocos, în rest neted, mat lucios până unsuros, arătând uneori ca lustruit. Coloritul este verde-albăstrui, albăstriu până închis albastru de oțel, la bază acoperit de un fetru miceliar albicios. Nu prezintă un inel.
- Carnea: este subțire, fibroasă și apoasă. Coloritul tinde între albicios murdar, gri-brun și gri-albăstrui. Mirosul este în tinerețe imperceptibil, apoi făinos, gustul fiind neplăcut, de faină râncedă.
- Caracteristici microscopice: are spori de un palid carneu care sunt sub-elipsoidali, hetero-dimetrici cu 5-7 (rar chiar și 9) colțuri obtuze în vedere laterală și alungiți spre unul dintre ei cu o picătură mare uleioasă în centru și o mărime de 8,8-10,2-11,5(11,9) x (5,3)5,4-6,1 (6,9) microni. Pulberea lor este brun-roșiatică cu nuanțe de roz. Basidiile clavate fără cleme cu 4 sterigme fiecare măsoară 25 (35)-30 (46) x 8 (10)-10 (11) microni. Prezintă cheilocistide (elemente sterile situate pe muchia lamelor) de 23-45 x 5-7 microni și o lățime de 7-12 µm, tot fără cleme, cilindrice până clavate, apical umflate, în locuri în mod continuu dense, în locuri, probabil, suprapuse de basidii. Pileocistidele (elemente sterile de pe suprafața pălăriei) cu elemente trichoderme, hife late de 7-20 µm și celule terminale cuneiforme de aproximativ 10-18 µm, au o pigmentație intracelulară brună.[14][15][16]
- Reacții chimice: nu sunt cunoscute.[17]

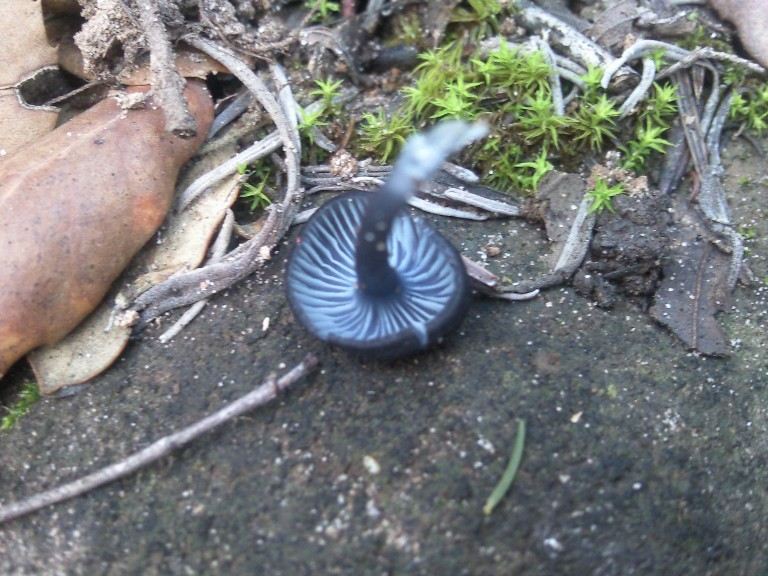
E. chalybeum, lamele și picior

## Confuzii
Entoloma chalybeum poate di confundat cu ciuperci ale aceluiași gen cum sunt Entoloma bloxamii (comestibil), Entoloma conferendum sin. Entoloma staurosporus (probabil toxic), Entoloma dichroum (necomestibil), Entoloma euchroum (necomestibil), Entoloma nitidum (necomestibil), Entoloma serrulatum (necomestibil), Entoloma sodale (necomestibil) Entoloma turbidum (necomestibil) dar și cu Inocybe geophylla var. lilacina (otrăvitoare), Laccaria amethystina comestibilă, Mycena diosma (otrăvitor, margine canelată, miros de cutie de țigări) și Mycena pura (condiționat comestibilă, ușor otrăvitoare, margine canelată, miros de ridiche).

## Specii asemănătoare în imagini

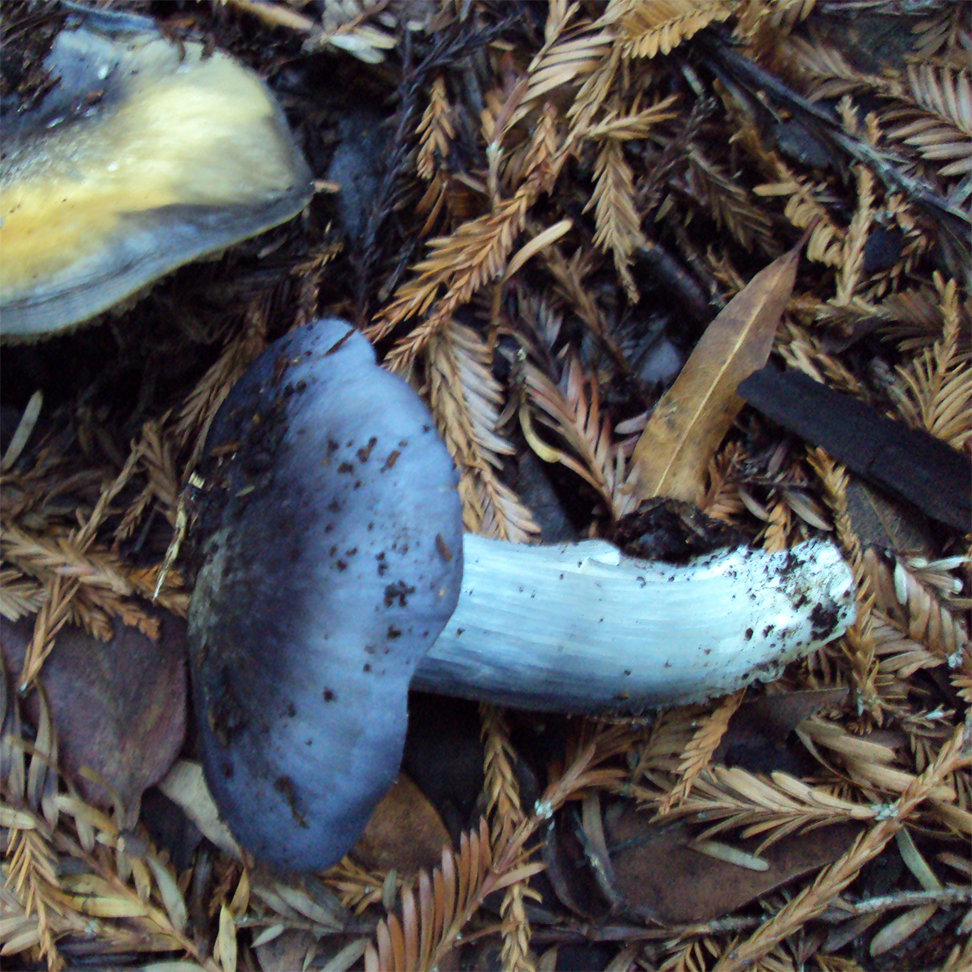
Entoloma bloxamii
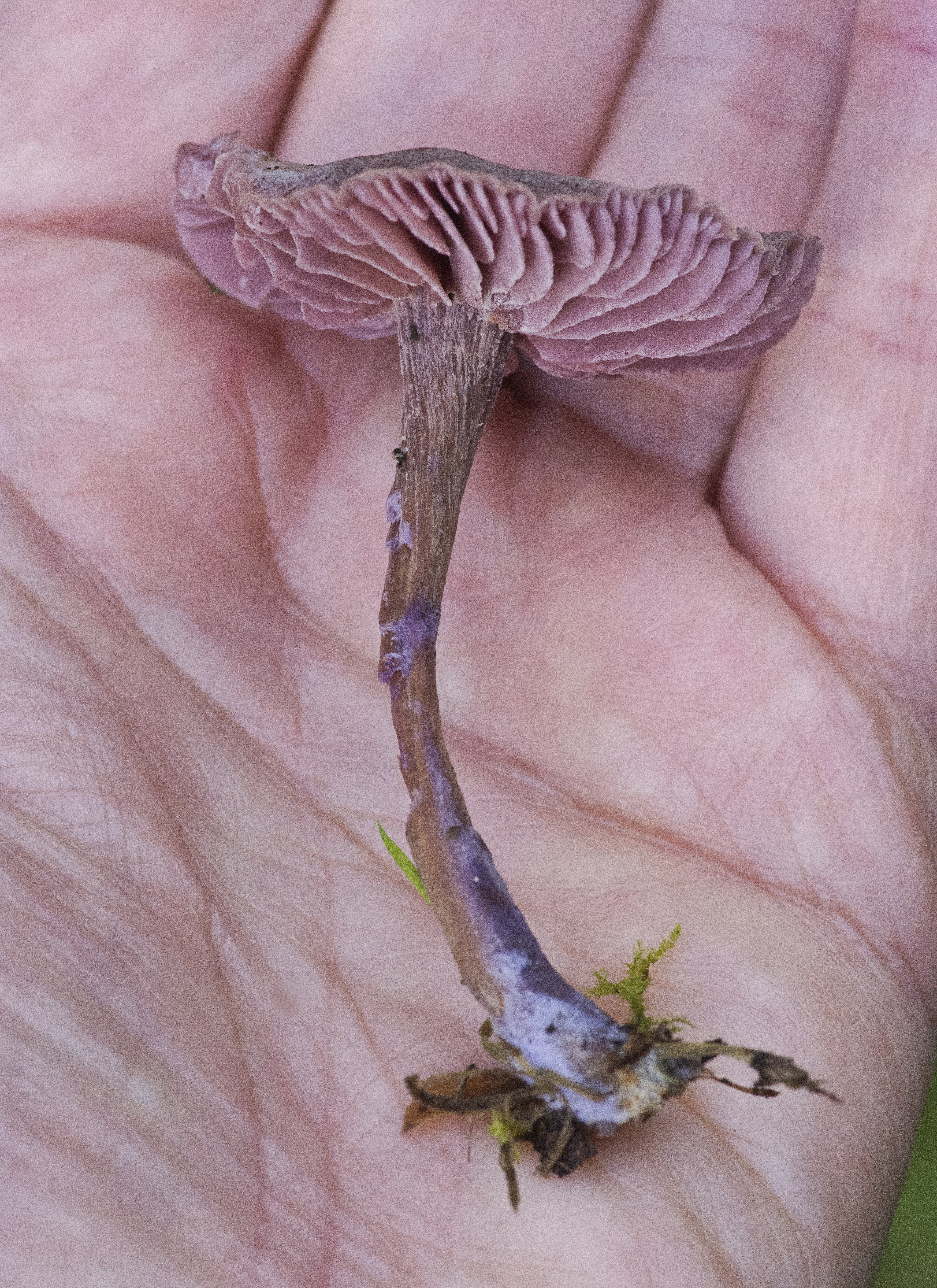
!!Entoloma conferendum!!
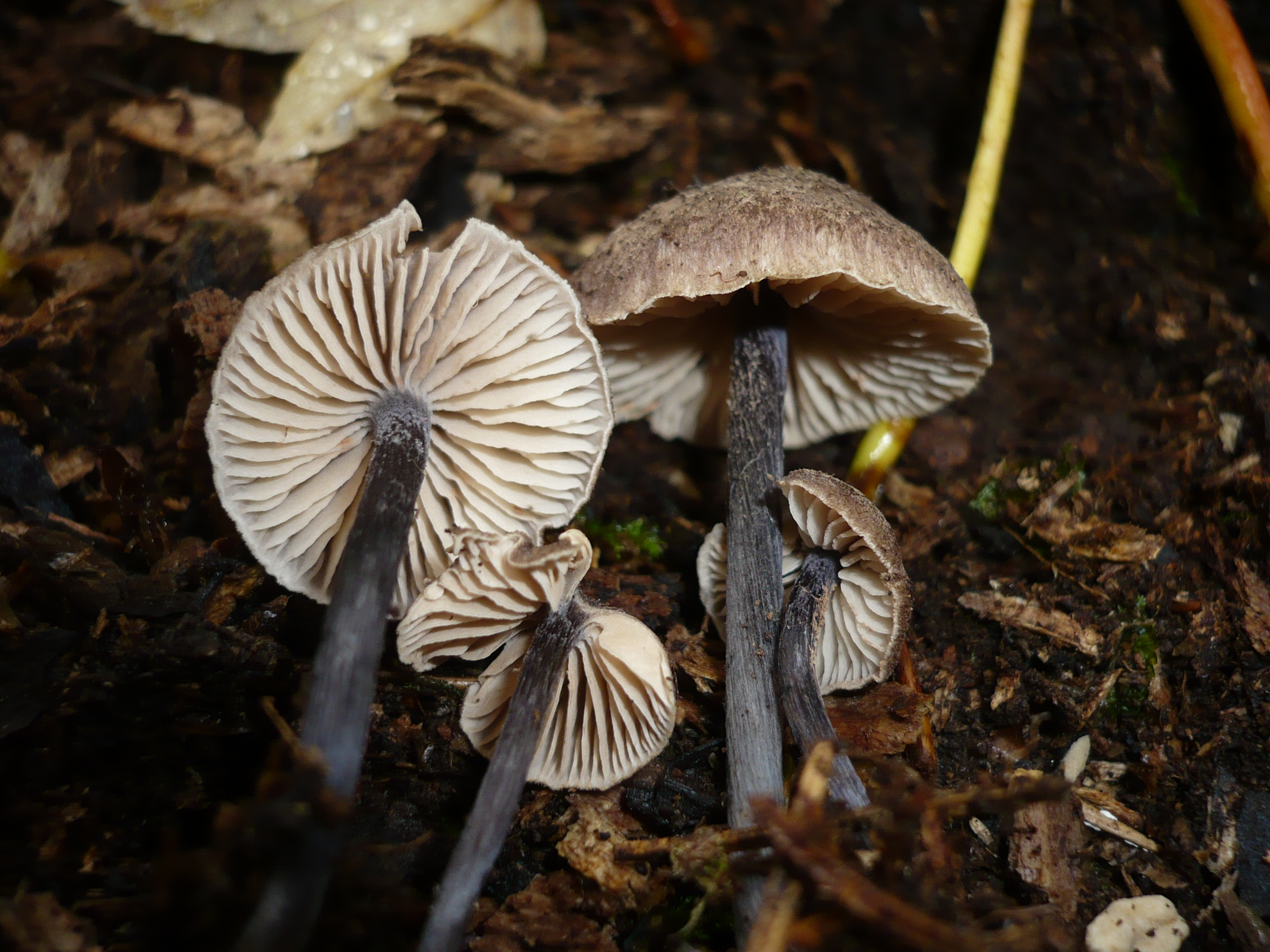
!Entoloma dichroum!
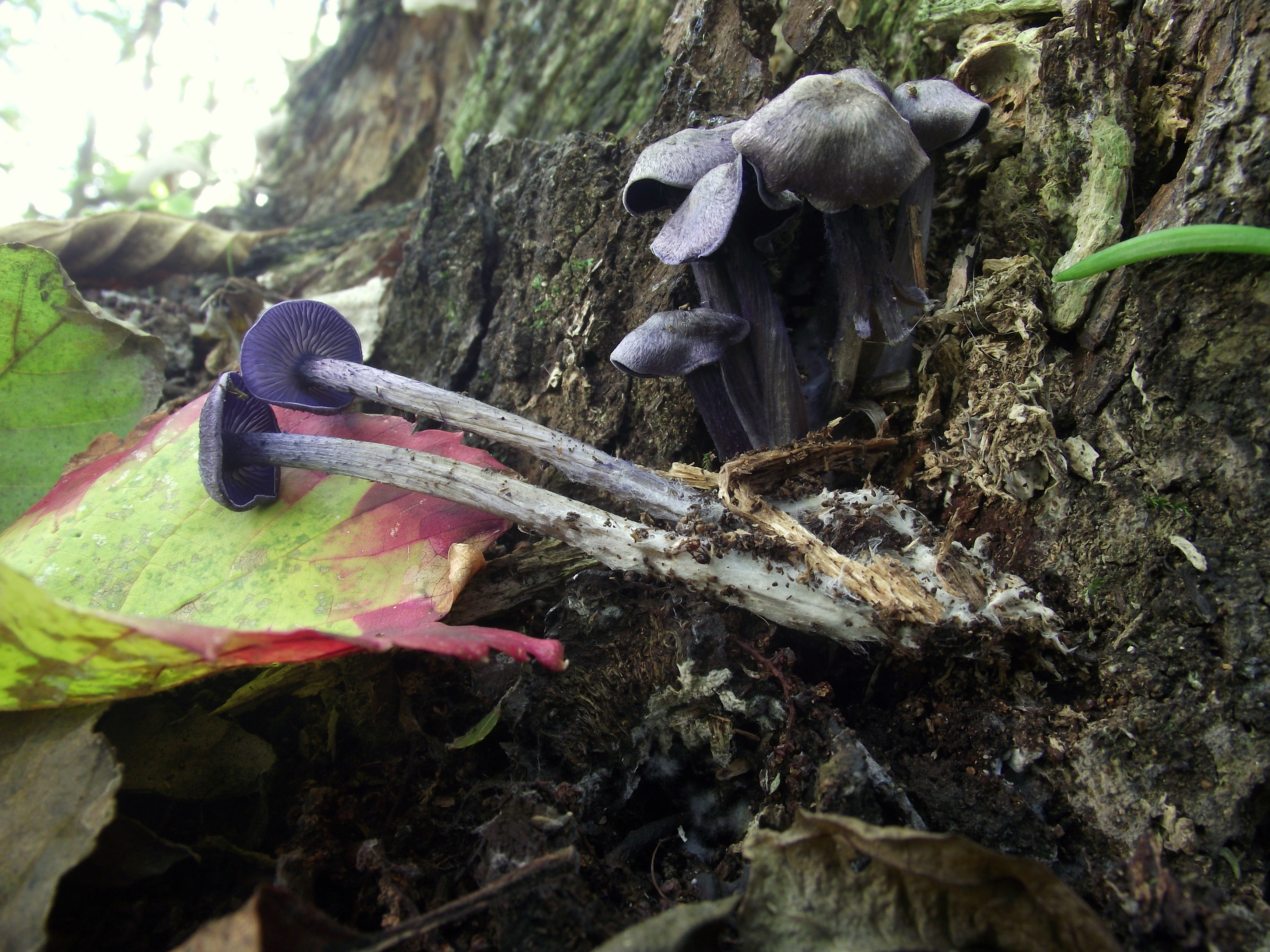
!Entoloma euchroum!
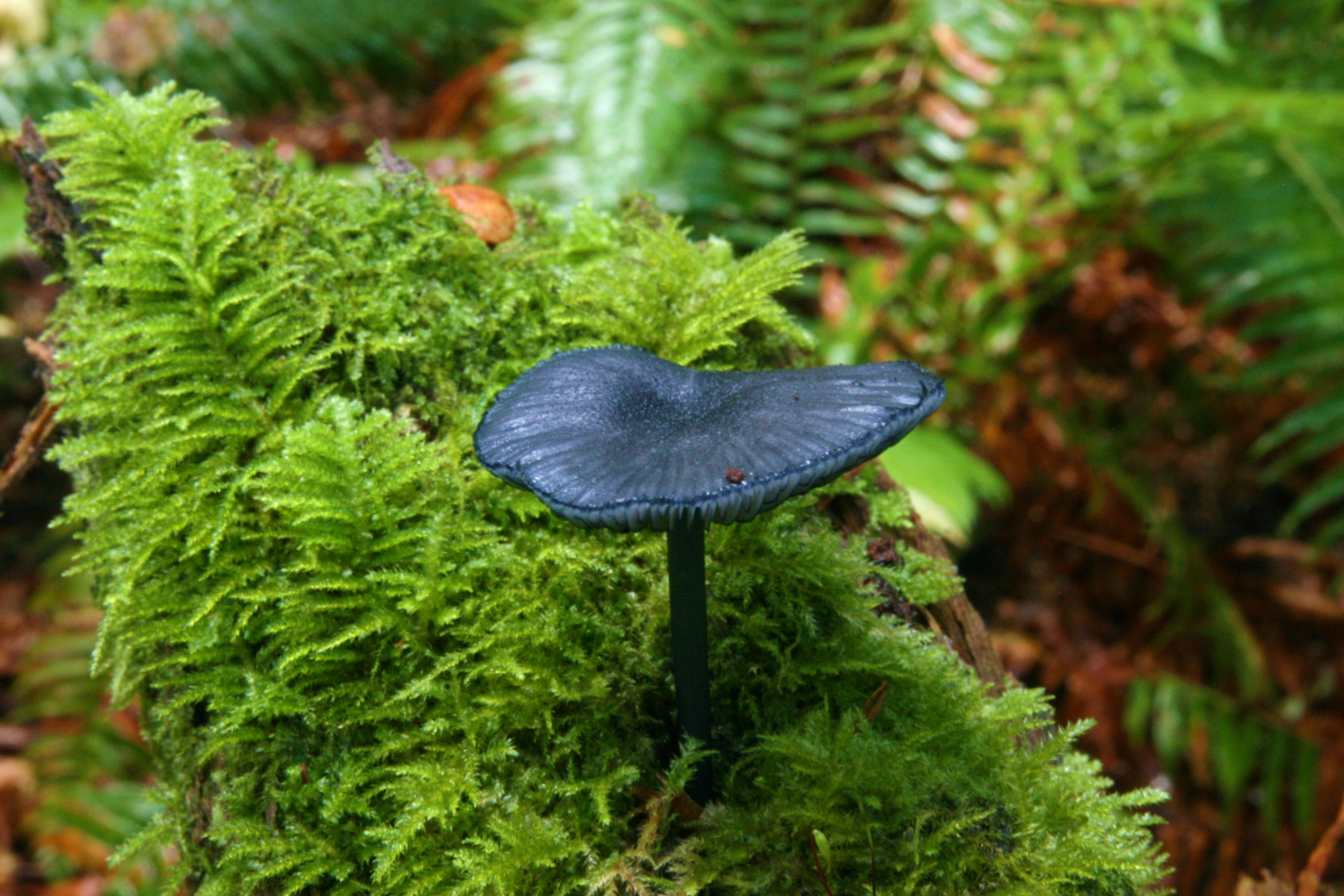
!Entoloma nitidum!
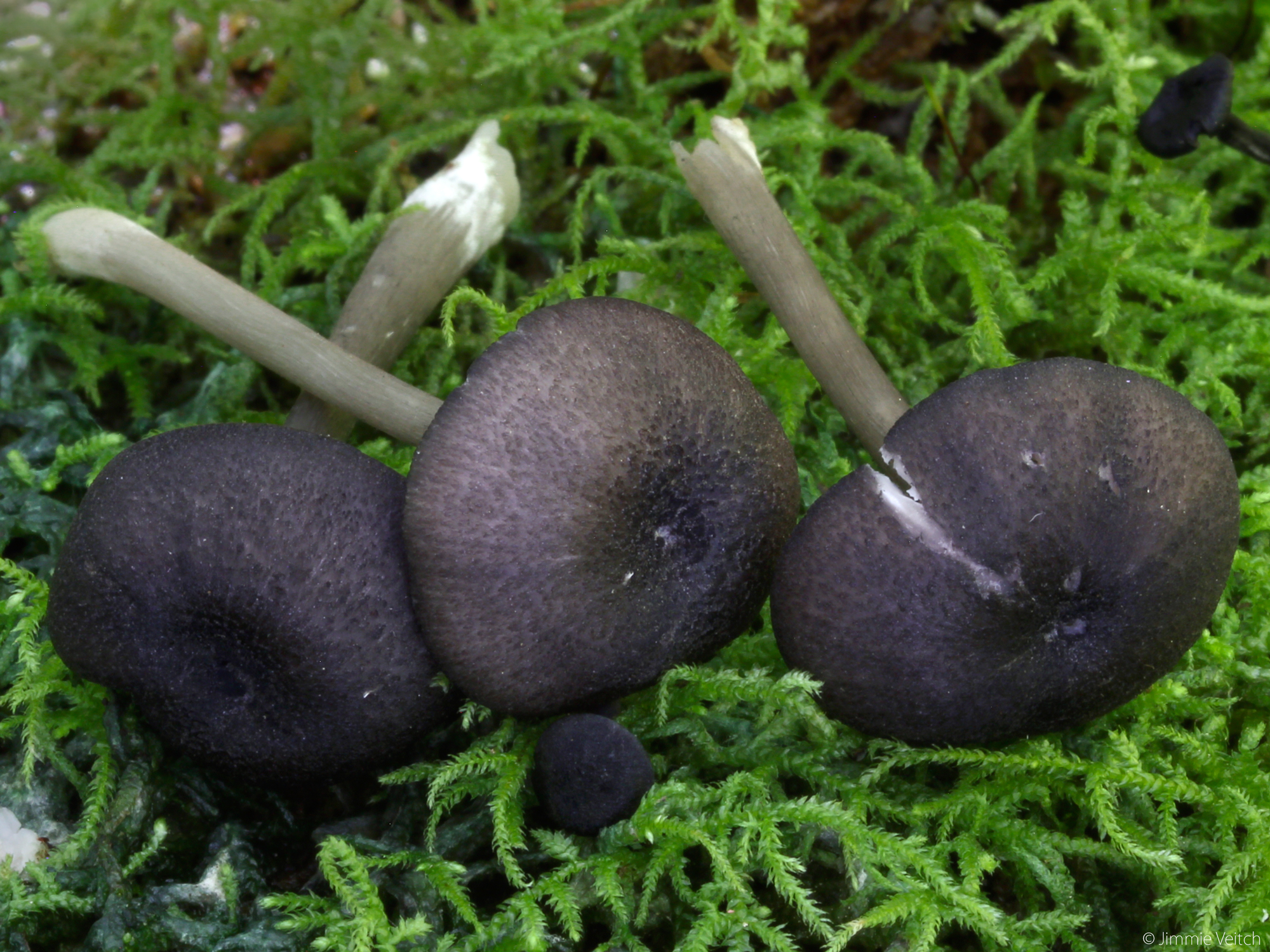
!Entoloma serrulatum!
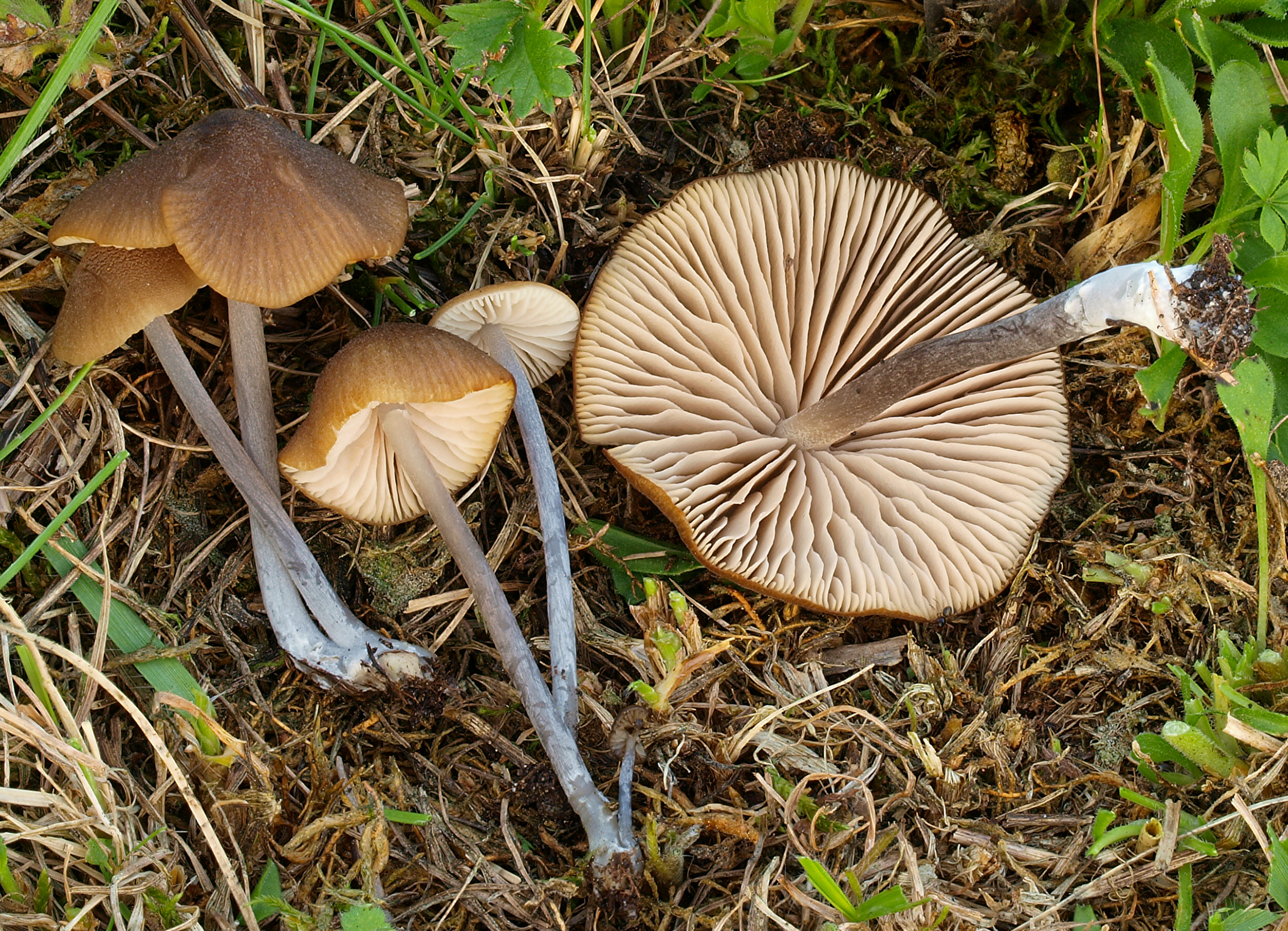
!Entoloma sodale!

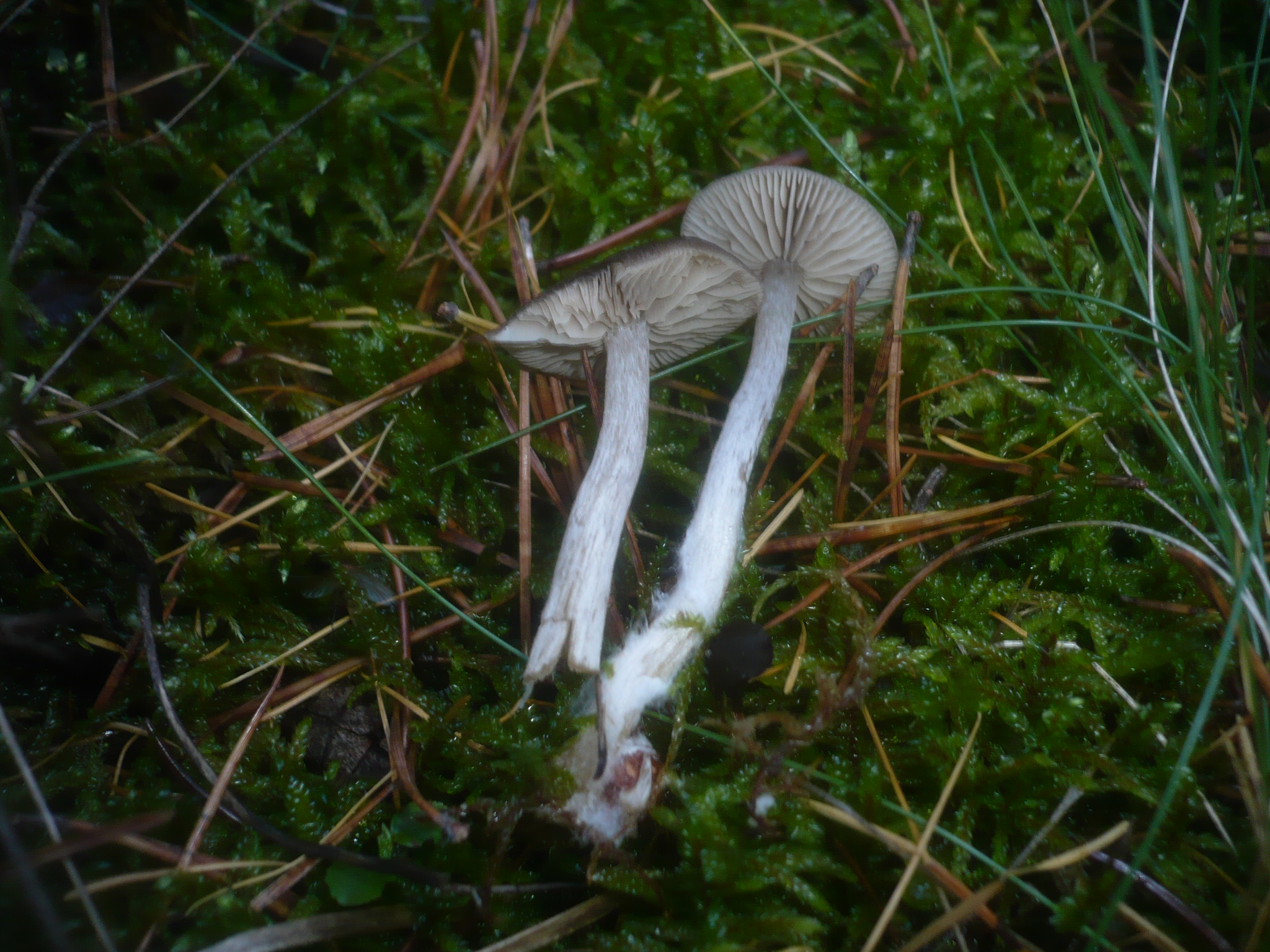
!Entoloma turbidum!
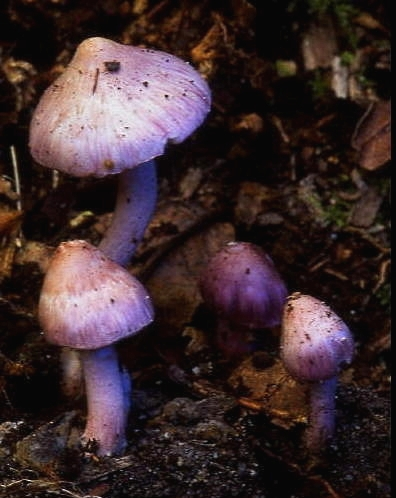
!!Inocybe gephylla var. lilacina!!
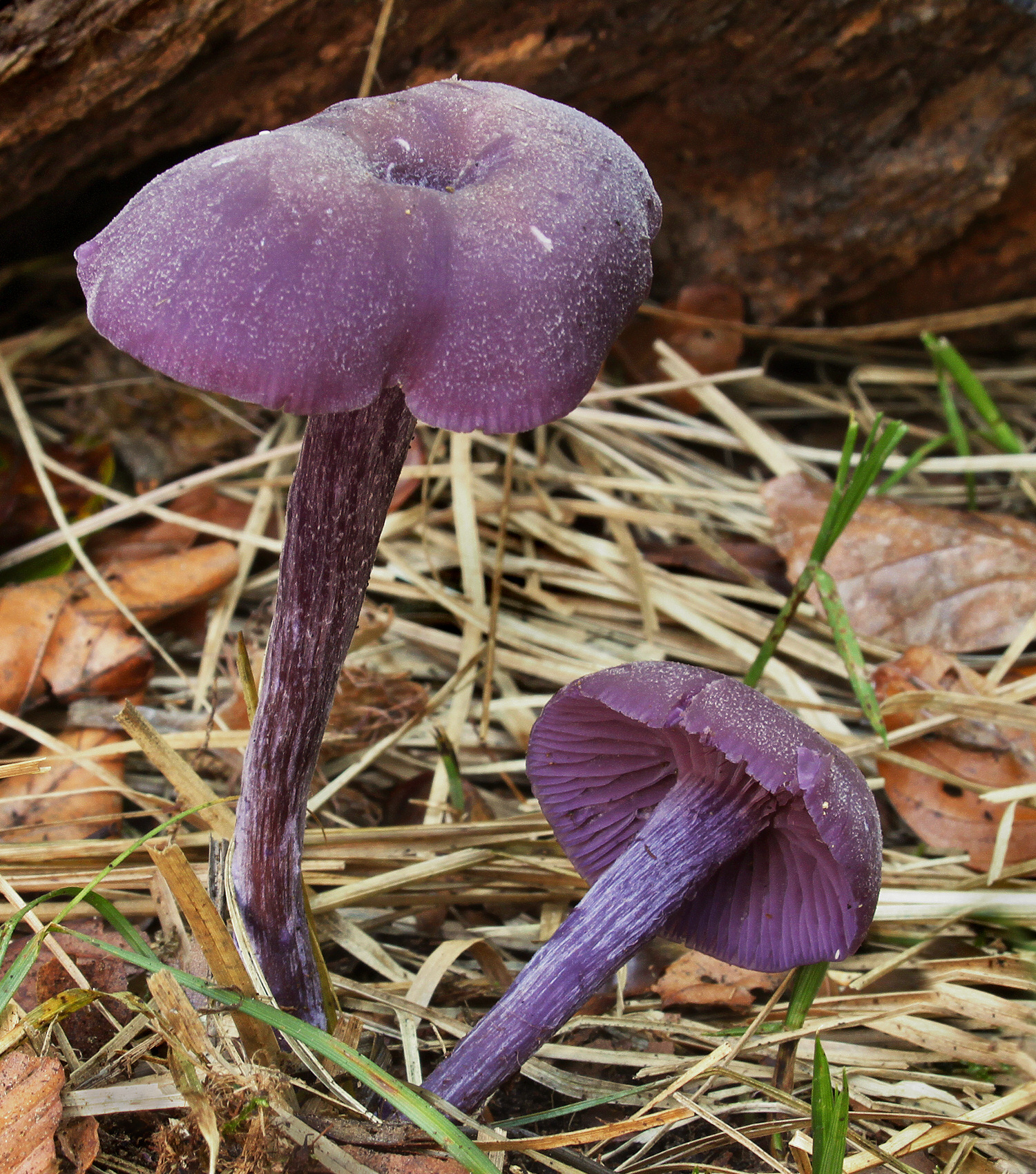
Laccaria.amethystina
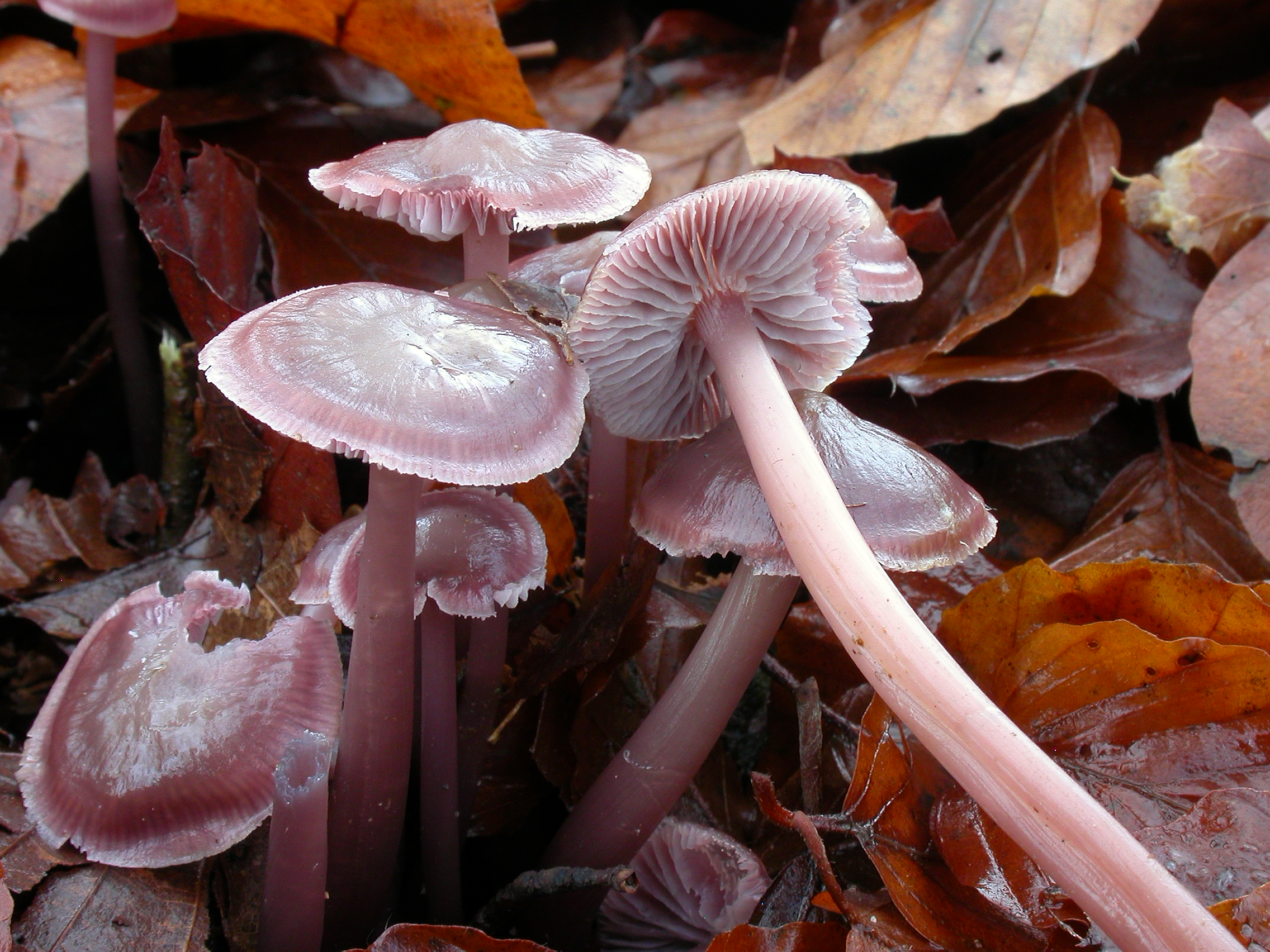
!!Mycena diosma!!
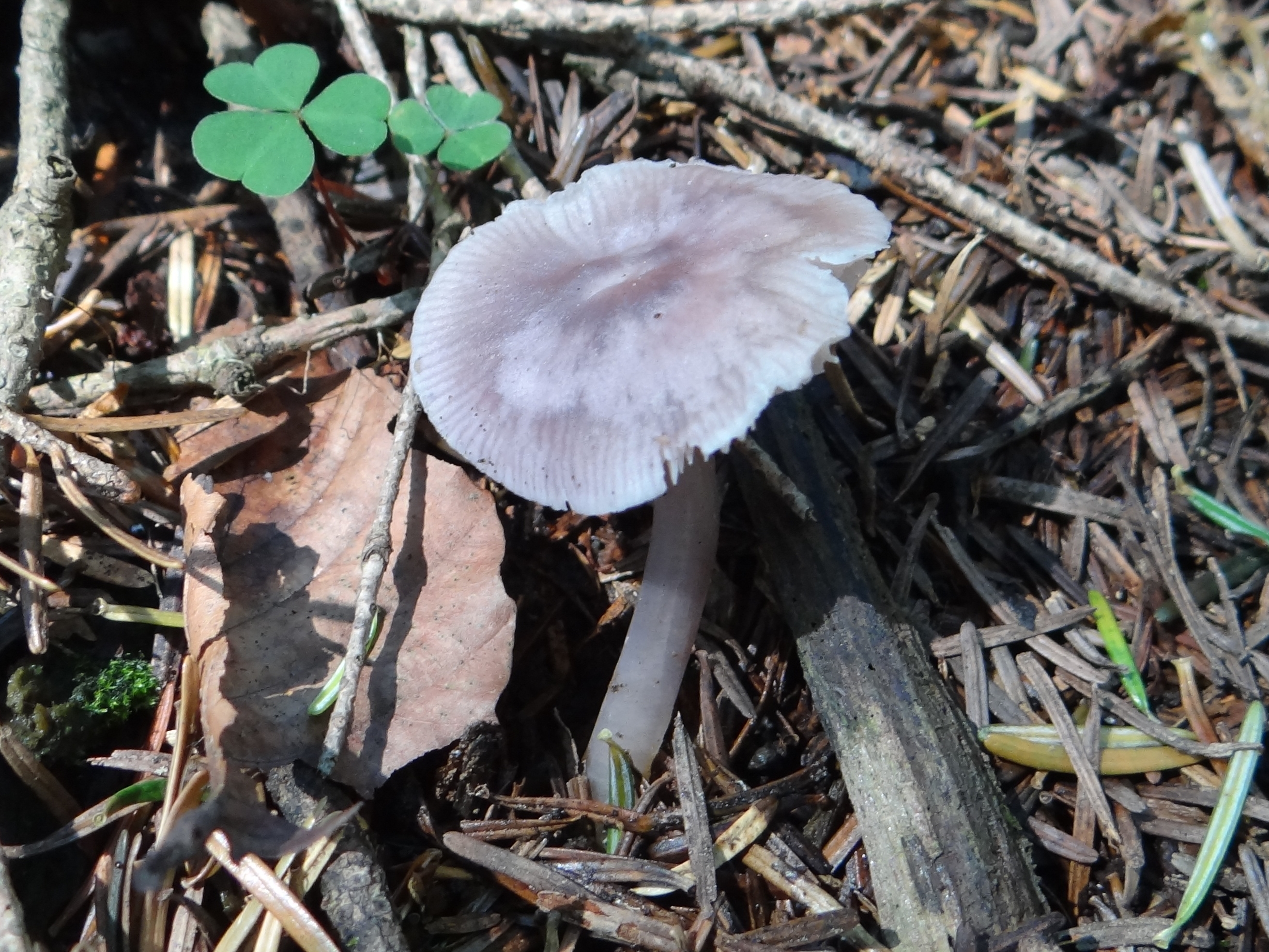
Mycena pura

## Valorificare
Ciuperca este probabil neotrăvitoare, dar din cauza calității cărnii precum al gustului neplăcut, nu este comestibilă. Mai departe, specia, fiind rară, ar trebui să fie cruțată și lăsată la loc.